# Вісімкова система числення
Вісімко́ва систе́ма чи́слення — позиційна цілочисельна система числення з основою 8. Для представлення чисел в ній використовуються цифри від 0 до 7.
Вісімкова система часто використовується в галузях, пов'язаних з цифровими пристроями. Характеризується легким переводом вісімкових чисел у двійкові і назад, шляхом заміни вісімкових чисел на триплети двійкових. Раніше широко використовувалася в програмуванні і взагалі комп'ютерної документації, проте в наш час[коли?] майже повністю витіснена шістнадцятковою. У вісімковій системі вказуються права доступу для команди chmod в Unix-подібних операційних системах.

## Таблиця переведення вісімкових чисел в двійкові
```
0
8
 = 000
2

1
8
 = 001
2

2
8
 = 010
2

3
8
 = 011
2

4
8
 = 100
2

5
8
 = 101
2

6
8
 = 110
2

7
8
 = 111
2
```

Для переведення вісімкового числа в двійкове необхідно замінити кожну цифру вісімкового на триплет двійкових цифр. Наприклад: 25418 = 010 101 100 001 = 0101011000012